# Августин (Маркевич)
Митрополит Августи́н (в миру Ада́м Ива́нович Марке́вич; 7 апреля 1952, село Глушковичи, Лельчицкий район, Гомельская область) — епископ Русской православной церкви; митрополит Белоцерковский и Богуславский. Председатель Синодального отдела УПЦ по взаимодействию с Вооружёнными силами и другими военными формированиями Украины, председатель Синодальной Богословско-канонической комиссии УПЦ.

## Биография
По происхождению — белорус, родился в семье православного священника, который происходил из давнего священнического рода. По словам самого Августина, его дед по отцовской линии погиб на фронте во время Великой Отечественной войны, а дядя-пограничник погиб в первые дни войны под Гродно; отец и другой дядя, будучи подростками, помогали партизанам. Село Глушковичи Гомельской области, где родился Августин, было уничтожено немецкими войсками дотла, однако мать и тётка владыки спаслись.
Окончил медицинское училище в 1971 году и некоторое время работал на станции скорой помощи в Ровно. В 1971—1973 годах проходил службу в армии.
В 1973 году поступил в Московскую духовную семинарию, которую окончил в 1975 году, и был принят в Московскую духовную академию.
В 1975 году архиепископом Дмитровским Владимиром (Сабоданом) был рукоположён во диакона, а в 1976 году — во священника.
В 1977—1978 годах — настоятель Свято-Георгиевской церкви в селе Белиловка Ружинского района Житомирской области. В 1978—1992 годах — клирик Покровской церкви города Коростеня Житомирской области, сначала второй священник, затем её настоятель. С 1989 года — благочинный Коростенского округа.
Решением Священного синода Украинской православной церкви от 16 сентября 1992 года после пострига в монашество с именем Августин и возведения в сан архимандрита определено быть епископом Львовским и Дрогобычским.
20 сентября 1992 года в Киево-Печерской лавре митрополитом Владимиром (Сабоданом) и другими архиереями УПЦ хиротонисан во епископа. Под его руководством Львовская епархия смогла сохраниться, хотя и с очень малым числом приходов, и была зарегистрирована заново.
С февраля 1994 года — член Синодальной богословской комиссии Русской православной церкви, в 1996—2007 годах — председатель Синодальной богословской комиссии УПЦ.
С декабря 1996 года — ответственный за связи УПЦ с министерством обороны, министерством внутренних дел и другими вооружёнными формированиями Украины, а с 1999 года — председатель Синодального отдела УПЦ по взаимодействию с вооружёнными силами и другими воинскими формированиями Украины. С 2001 года — председатель Всеукраинской общественной организации «Путь православных».
28 июля 1998 года возведён в сан архиепископа.
Решением Священного синода Украинской православной церкви от 5 ноября 1998 года титул изменён на Львовский и Галицкий.
22 июля 2003 года возглавил первую в своём роде литургию, совершенную на борту самолёта. Литургия была отслужена по полному чину и завершилась на высоте пять тысяч метров на подлете к Луганску.
В 2007 году под научным руководством профессора МДА, протоиерея Максима Козлова защитил в Московской духовной академии кандидатскую диссертацию на тему «Униатство: богословские аспекты».
10 февраля 2011 года Синодом УПЦ освобождён от должности полномочного представителя Украинской православной церкви в Верховной раде Украины и назначен председателем Богословско-канонической комиссии УПЦ.
В 2011 году побывал в Антарктиде с целью освящения часовни-храма Святого равноапостольного князя Владимира на украинской антарктической станции «Академик Вернадский».
20 июля 2012 года назначен архиепископом Белоцерковским и Богуславским.
23 ноября 2013 года возведён в сан митрополита.
С 8 декабря 2020 года является членом комиссии Межсоборного присутствия по богословию и богословскому образованию.

## Внутрицерковная и внешнецерковная деятельность

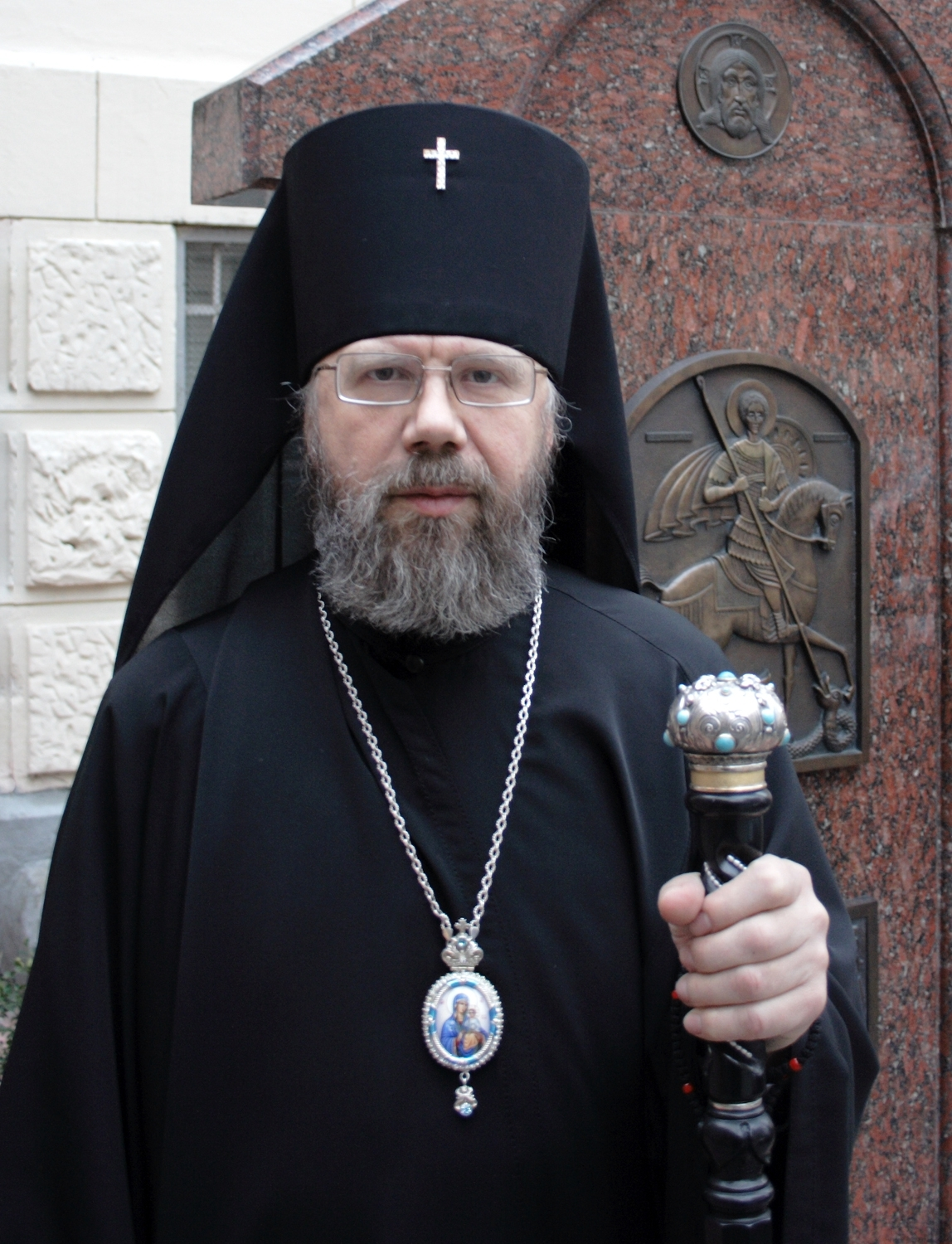

Благодаря усилиям Августина была спасена от полного уничтожения Львовская епархия УПЦ (МП). После ухода в УПЦ (КП) епископа Львовского Андрея (Горака) и вместе с ним многих священнослужителей власти Львовской области сняли с официальной регистрации Львовскую епархию УПЦ (МП), которая лишилась также кафедрального Покровского собора, здания епархиального управления, резиденции архиерея, архива, ризницы и т. д. Августин добился возобновления регистрации епархии и возвращения в лоно канонической церкви многих раскаявшихся клириков. Во время своего епископского служения Августин неоднократно подвергался угрозам и прямому нападению со стороны противников УПЦ (МП).
В 1994 году сослужил на ночной Пасхальной литургии (во время которой происходит нисхождение Благодатного огня) патриарху Иерусалимскому Диодору, который впоследствии обратился со специальным посланием к духовенству и верующим Львовской епархии.
В январе 1997 года как член Синодальной богословской комиссии вместе с епископом Верейским Евгением (Решетниковым) выступил за ограничение участия РПЦ во Всемирном совете церквей и других экуменических организациях и предложил перейти от статуса участника этих организаций к статусу наблюдателя. 17 февраля 1997 года выступил на Архиерейском соборе РПЦ с призывом предать анафеме бывшего митрополита Филарета (Денисенко) и бывшего священника Глеба Якунина.
Возглавлял делегацию УПЦ на переговорах с УГКЦ в Вене (Австрия) в 1998 году, а также делегацию РПЦ на переговорах с Эфиопской дохалкидонской церковью в Аддис-Абебе (Эфиопия) в 2007 году, был членом комиссии по диалогу между Русской православной церковью и Римско-католической церковью в Женеве в 1994 году и Москве в 1995 году.
В сане епископа выступал как противник экуменизма, допуская сотрудничество Православной церкви с другими конфессиями только в гуманитарной сфере. Со временем его взгляды изменились: он стал посещать в качестве гостя католические богослужения, призывал православных и католиков «быть рядом… в согласии и единстве».

## Окормление военнослужащих
С декабря 1996 года Августин — ответственный за связи УПЦ (МП) с министерством обороны, министерством внутренних дел и другими вооружёнными формированиями Украины. Служил службы по погибшим морякам с подводной лодки «Курск», был на российских подводных лодках «Даниил Московский» и «Воронеж», нёс шефство над украинской подлодкой «Запорожье». Во время вооружённых конфликтов посещал Ирак, Косово и Приднестровье.
Умеет управлять наземным военным транспортом, в том числе — БТР-ами, в 1998 году начал осваивать военную авиатехнику (как второй пилот), летал на Ан-26, Ан-24, Ил-76, других военных самолётах, имеющихся на украинском и российском вооружении, в том числе на истребителях, работал на тренажерах в военной академии имени Гагарина. Служил литургии в воздухе на военно-транспортном самолёте Ан-26; уже став епископом, продолжает прыгать с парашютом.
В апреле 2014 года призвал соотечественников начать сбор средств для поддержки армии Украины, сказав: «Сегодня случилось так, что Украина оказалась на пороге войны, и здесь общество увидело суровую реальность: в армии существует масса проблем и трудностей, в первую очередь материальных».
Армейская специальность — помощник командира железнодорожных станций, перевозка атомного и опасного оружия.

## Награды

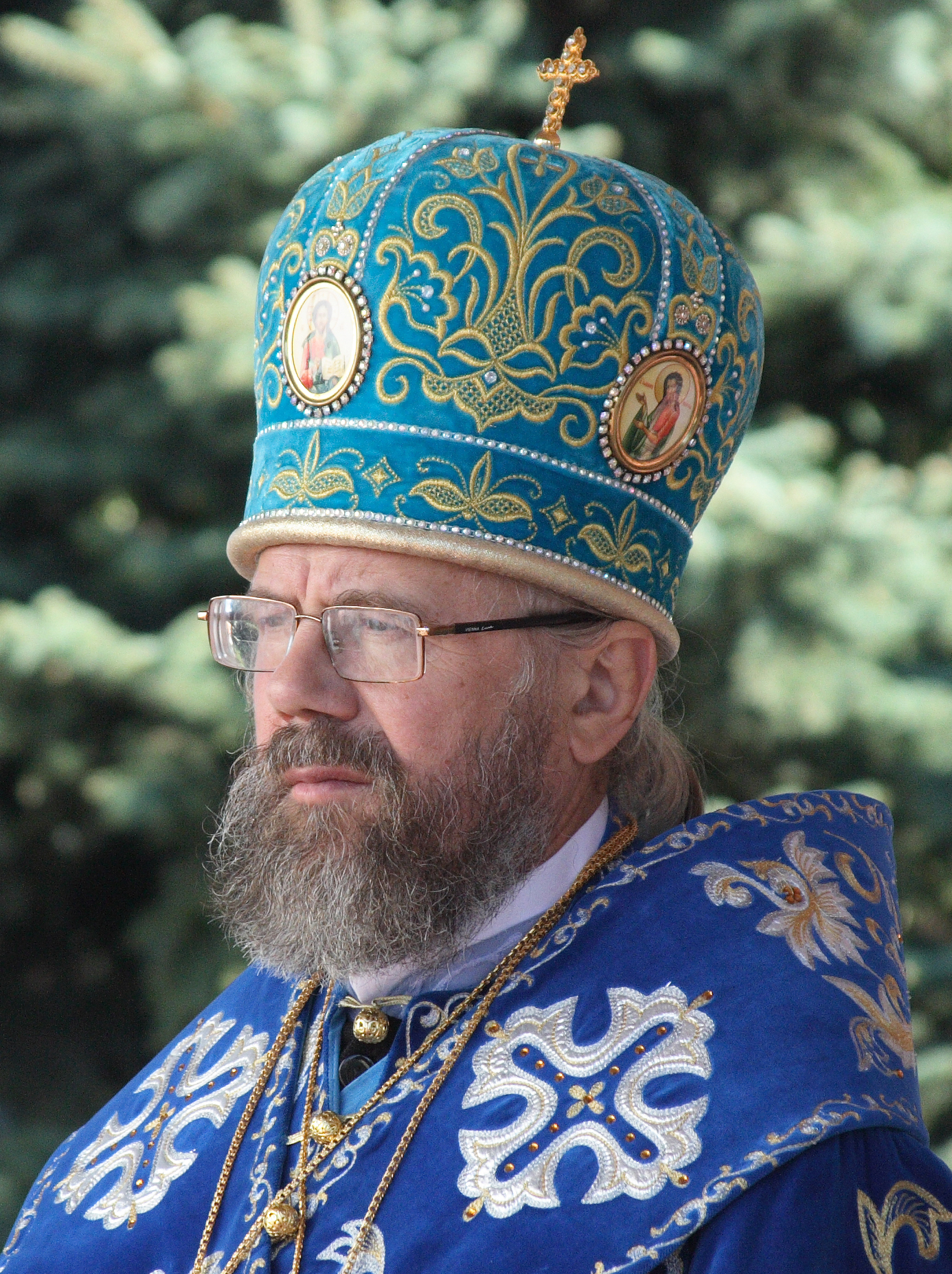
Архиепископ Августин, 2010 год

### Светские
- Орден «За заслуги» III степени (27 июня 2012 года) — за значительный личный вклад в государственное строительство, социально-экономическое, научно-техническое, культурно-образовательное развитие Украины, весомые трудовые достижения и высокий профессионализм[17]
- Орден Почёта (5 апреля 2012 года, Россия) — за большой вклад в развитие российско-украинских связей в гуманитарной сфере, укрепление дружбы и сотрудничества между народами Российской Федерации и Украины[18]
- Орден Дружбы (14 апреля 2003 года, Россия) — за большой вклад в развитие и укрепление дружбы между народами Российской Федерации и Украины[19]

### Церковные
Русская православная церковь
- Орден Преподобного Сергия Радонежского II степени (2007)[20]
- Орден Святителя Иннокентия, митрополита Московского и Коломенского, II степени (2012)[21]
- премия Фонда Святого Андрея Первозванного (1996)
- Орден Преподобного Паисия Величковского II степени (Православная церковь Молдовы) (2007)

Украинская православная церковь
- Орден Преподобных Антония и Феодосия Киево-Печерских II степени (2002)
- Орден Святого равноапостольного князя Владимира II степени (1999)
- Орден Апостола Иоанна Богослова II степени (2007)
- Орден Преподобного Нестора Летописца (1998)
- Юбилейный орден «Рождество Христово — 2000» I степени (2000)

Награды иных поместных церквей
- Орден Святой равноапостольной Марии Магдалены (Польская православная церковь) (2001)